# Enno Brommet
Enno Jan Brommet (10 maart 1946 – 16 oktober 2017) was een Nederlands burgemeester. Hij was lid van de Partij van de Arbeid (PvdA).

## Loopbaan
Brommet volgde na zijn militaire dienst de opleiding samenlevingsopbouw aan de sociale academie Hogeschool De Horst in Driebergen. Hij begon zijn loopbaan in 1972 bij de vakbond ABVA. In 1975 werd hij medewerker van de Leermarkt, een Oost-Groningse instelling voor volwasseneneducatie.
In 1978 werd Brommet wethouder in zijn woonplaats Veendam. In 1988 werd hij benoemd tot burgemeester van de gemeente Egmond wat hij zou blijven tot die gemeente op 1 januari 2001 opging in de gemeente Bergen. Daarna was hij achtereenvolgens waarnemend burgemeester van de gemeenten Waterland, Oostburg en Sluis. Op 14 juni 2004 werd hij waarnemend burgemeester van de gemeente Harenkarspel. Op 14 februari 2005 werd hij kroonbenoemd burgemeester van deze gemeente. Begin 2011 werd hij opgevolgd door Evert Vermeer.
Enno Jan Brommet overleed in 2017 op 71-jarige leeftijd aan de gevolgen van kanker.